# Tangier

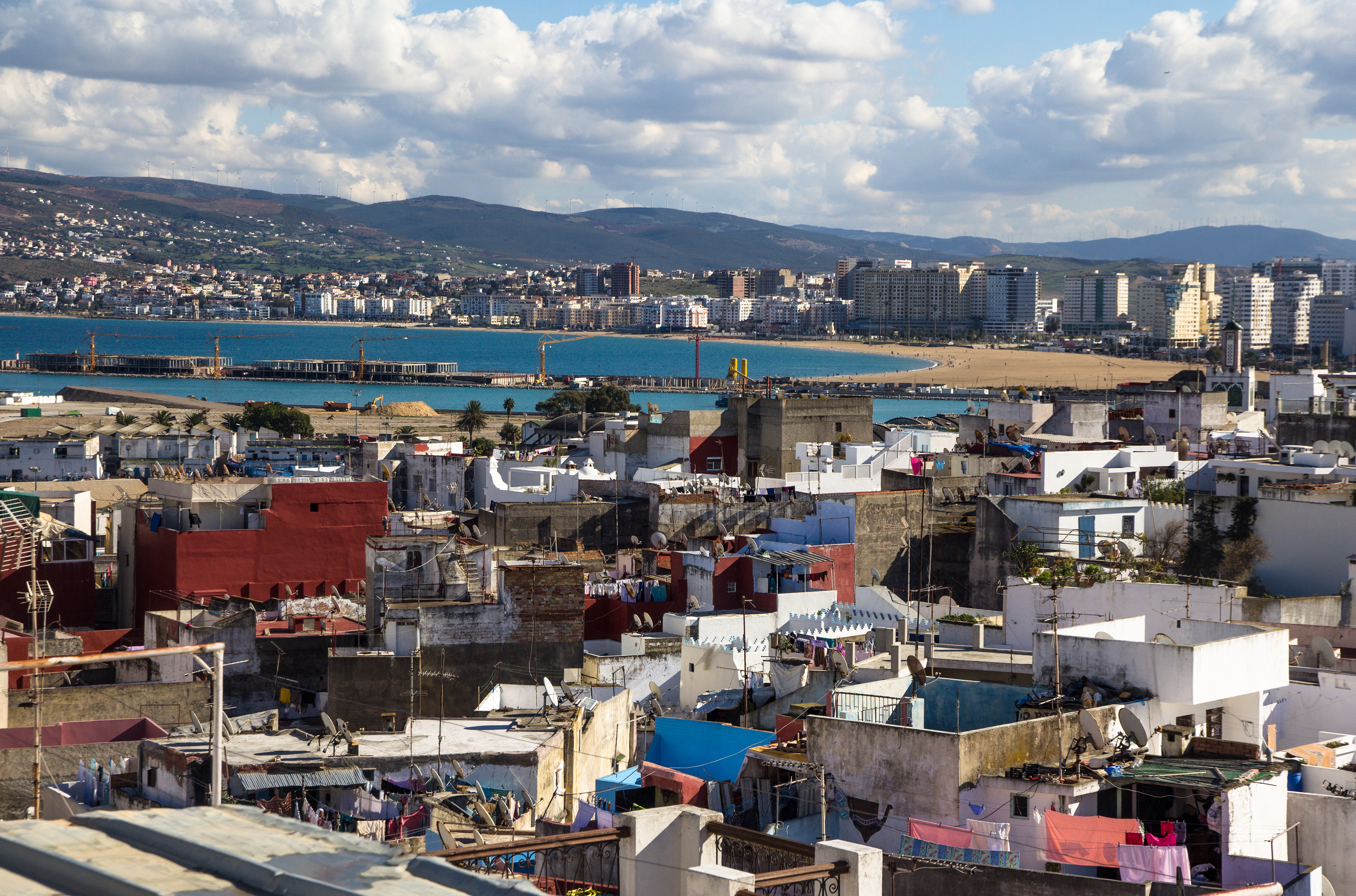
Quang cảnh Tangier

Tangier (/tænˈdʒɪər/; tiếng Ả Rập: طنجة Ṭanjah; Berber: ⵟⴰⵏⴵⴰ Ṭanja; tên Berber cũ: ⵜⵉⵏⴳⵉ Tingi) là một thành phố lớn ở miền tây bắc Maroc. Nó tọa lạc cạnh bờ biển, ở mạn tây eo biển Gibraltar, nơi Địa Trung Hải gặp Đại Tây Dương ngoài khơi Cap Spartel. Đây là thủ phủ của vùng Tanger-Tetouan-Al Hoceima và tỉnh Tangier-Assilah của Maroc.
Nhiều nền văn minh và văn hóa đã tác động đến Tangier từ tận trước thế kỷ 5 TCN. Từ một thị trấn Berber mang tính chiến lược đến một trung tâm thương mại của Phoenicia cho đến thời kỳ độc lập vào thập niên 1950, Tangier có mối liên hệ với nhiều nền văn hóa.
Thành phố hiện nay đang trải qua quá trình hiện đại hóa nhanh chóng. Những dự án du lịch mới dọc bờ biển, một quận thương mại hiện đại gọi gọi là "Trung tâm thành phố Tangier", một sân bay mới và một nhà thi đấu bóng đá mới. Kinh tế Tangier cũng được hưởng lợi đáng kể từ cảng Tanger-Med mới.

## Thành phố kết nghĩa
Tangier có các thành phố kết nghĩa là:
| - Faro, Bồ Đào Nha (since 1954) - Algeciras, Tây Ban Nha - Cádiz, Tây Ban Nha - Bizerta, Tunisia - Liège, Bỉ (từ 2006) - Casablanca, Maroc (since 2004) | - Metz, Pháp - Moulins, Pháp - Pasadena, California, Hoa Kỳ - Beaugency, Pháp - Saint-Denis de la Réunion, Pháp - Dagupan, Philippines |